# Зграда школе „Степа Степановић” у Текеришу
Зграда Основне школе „Степа Степановић” се налази у Текеришу, на Церу, на територији града Лознице. Подигнута је 1884. године и представља непокретно културно добро као споменик културе. Настава је у њој почела школске 1885/86. године.
Школа је одликована Сретењским орденом првог реда (2024).

## Изглед зграде
Школска зграда је приземна грађевина, испод чијег се једног дела, због конфигурације терена, налази подрум. Ходник се протеже дуж целе зграде изузетно издужене основе, тако да дели простор на учионице и део са помоћним просторијама и канцеларијом. На главној подужној фасади постоје два улаза, тако да се сматра да је школа имала и стан за учитеља. На главној фасади се уочава и низ високих прозорских отвора са декоративном пластиком која их уоквирује, што је поновљено и на подужој споредној фасади, само без врата. На згради је сокл камени, зидови су зидани опеком и малтерисани, са четвороводним кровом са бибер црепом као покривачем.